# Vergons
Vergons település Franciaországban, Alpes-de-Haute-Provence megyében. Lakosainak száma 114 fő (2022. január 1.). Vergons Allons, Angles, Annot, Demandolx, Saint-Julien-du-Verdon, Soleilhas és Ubraye községekkel határos.

## Népesség
A település népessége az elmúlt években az alábbi módon változott:
| Lakosok száma | 95   | 80   | 108  | 121  | 115  | 114  | 111  | 108  | 107  | 114  |
|               | 1968 | 1982 | 1990 | 2006 | 2013 | 2015 | 2017 | 2019 | 2020 | 2022 |